# NLAW
NLAW (англ. Next Generation Light Anti-tank Weapon — «лёгкое противотанковое оружие следующего поколения») — шведско-британская переносная противотанковая управляемая ракета.

## Разработка
Система была создана в рамках проекта Министерства обороны Великобритании MBT LAW (англ. Main Battle Tank and Light Anti-tank Weapon). Она должна была заменить устаревшие гранатомёты LAW 80 и AT4. Программа NLAW предусматривала создание гранатомёта, предназначенного для уничтожения полевых укреплений и борьбы с бронетехникой в ближнем бою, на дальности применения классических ручных противотанковых гранатомётов (до 300 метров) и полноценных, классических ПТРК. Оружие также должно было быть пригодно к пуску из малых помещений в условиях городского боя.
Первые два контракта на создание опытных образцов были заключены в январе 2001 года. По результатам конкурса победа была присуждена шведской компании Saab Bofors Dynamics с проектом схожим по концепции с американским гранатомётом FGM-172 SRAW, также участвовавшем в конкурсе: с боевой частью на основе ударного ядра, расположенной перпендикулярно продольной оси ракеты (для атаки танка в верхнюю проекцию).
Разработка как пусковой установки, так и ракет осуществлялась на предприятиях Saab Bofors Dynamics в Эскильстуне и Карлскуге в Швеции с использованием опыта, полученного при разработке противотанковых систем Carl Gustav, AT4 CS и RBS 56. Thales Air Defense является основным британским партнёром и участником программы, возглавляя команду MBT LAW, в которую входят 14 британских субподрядчиков по производству системы вооружения и её компонентов.
В июне 2002 года был подписан меморандум, а также согласованы контракты на производство новой системы.
В 2009 году NLAW был принят на вооружение Британской армии и началось его серийное производство.

## Производство
Инерциальный измерительный блок ракеты (IMU) производится компанией Collins Aerospace в Плимуте. Компания Eaton Ltd, базирующаяся в Южном Молтоне, отвечает за производство аэродинамических рулей и приводов. 

Raytheon Systems LimitedRTX Corporation (базируется в Гленротсе) и Thales Missile Electronics (в Бейзингстоке) производят блоки электроники и бесконтактные взрыватели для систем. 

Компания National Plastics Aerospace, базирующаяся в Ковентри, отвечает за пластиковые и композитные молдинги. 

Компания Skeldings, базирующаяся в Сметике, производит пружины специального назначения для системы. 

Express Engineering из Гейтсхеда, Portsmouth Aviation EPS Logistics Technology, Leafield Engineering из Бристоля и Metalweb из Бирмингема также являются основными партнёрами консорциума MBT LAW.

Окончательная сборка и испытания проводятся на предприятии Thales Air Defense в Белфасте.
В 2017 году SAAB заключила контракт на поставку NLAW Сухопутным войскам Швейцарии на сумму 120 млн долларов США.
Кроме того, NLAW закупили Финляндия, Люксембург, Великобритания, планируют закупки Индонезия и Саудовская Аравия.

## Принцип действия

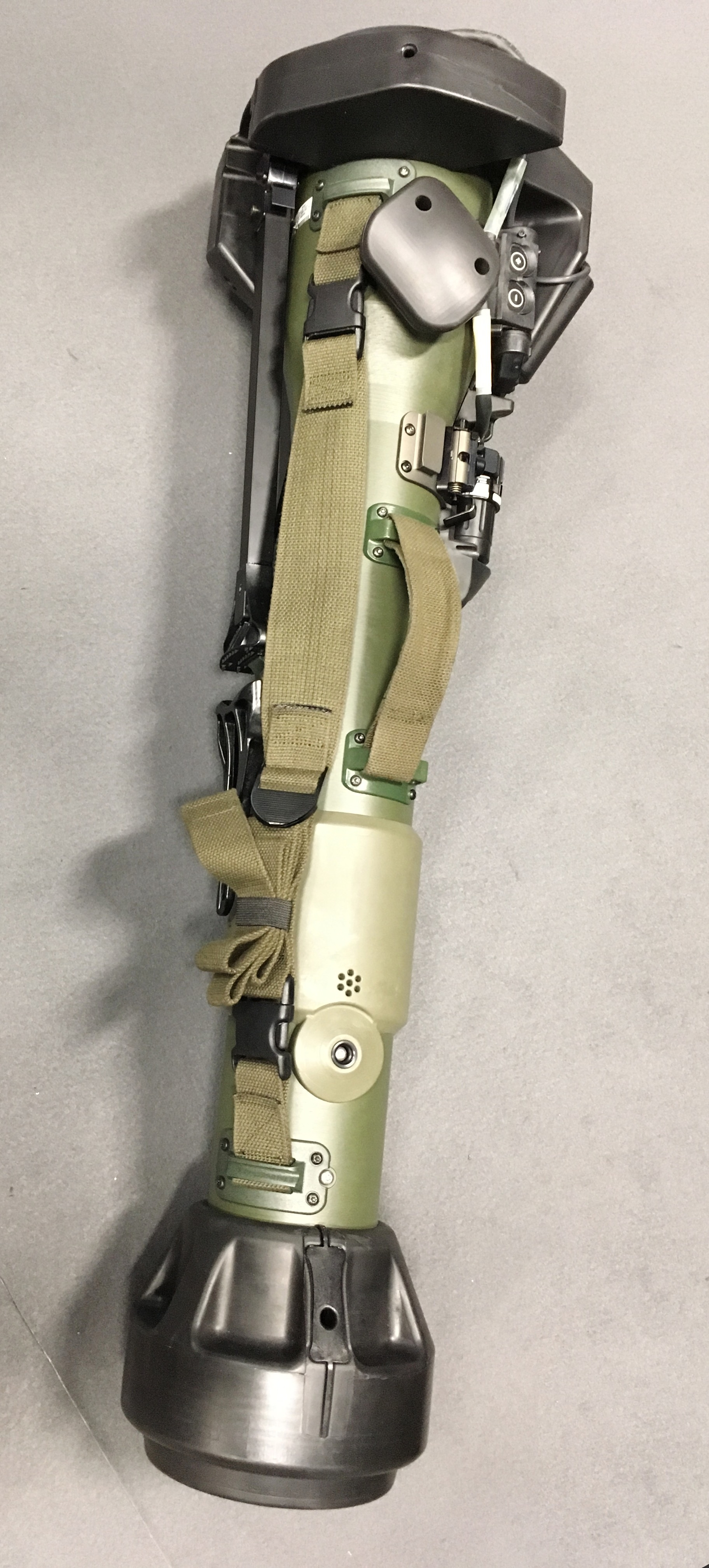
Противотанковая управляемая ракета NLAW

Противотанковая управляемая ракета работает по принципу «выстрелил и забыл» и применяется для борьбы с бронетехникой и полевыми укреплениями.
Ракеты поставляются в герметичных транспортно-пусковых контейнерах из стеклопластика. К контейнеру крепится блок сопровождения и вычисления, а также дневной прицел с 2,5-кратным увеличением. На трубу можно устанавливать тепловизионные и ночные прицелы, в том числе других производителей. NLAW может транспортироваться и применяться одним человеком. Пуск можно выполнять лёжа, с колена или стоя. Конструкция NLAW позволяет стрелять из закрытых помещений. Диапазон допустимых углов места цели ±45°, эксплуатационных температур от −38 до +63 °C.
Чтобы запустить ракету, стрелок должен захватить цель и сопровождать её в течение как минимум трёх секунд, для того, чтобы блок электроники прицела произвёл определение расстояния до цели, её угловой скорости, угла места цели, температуры порохового заряда маршевого двигателя — необходимые ему для расчёта точки прицеливания, включая расчёт необходимого упреждения при стрельбе. В течение 3 секунд упреждение и вертикальные поправки рассчитываются автоматически, смещая марку прицела на рассчитанное электроникой расстояние. После этого спусковой крючок разблокируется и ракета может быть запущена.
NLAW использует двухступенчатый твердотопливный ракетный двигатель. Первая ступень выталкивает ракету из пускового контейнера на скорости около 40 м/с, после чего отделяется от ракеты. Первая ступень, во избежание поражения стрелка пороховыми газами запущенной им ракеты, работает только во время движения ракеты по транспортно-пусковому контейнеру. Для снижения температуры выхлопа имеется капсула со специальной жидкостью, которая смешивается с горячими пороховыми газами первой ступени, что позволяет запускать ракету из помещений небольшого объёма и значительно уменьшает опасную область за пусковым контейнером при выстреле. На безопасном расстоянии от гранатомётчика (порядка четырёх метров) включается вторая ступень и разгоняет ракету примерно до 200 м/с. В полёте управляемая ракета сохраняет заданный курс с помощью инерциальной навигационной системы и летит к заранее определённой точке встречи. Отклонения от курса корректируются автоматически.
В отличие от классических ПТРК, стрелок не может как-либо управлять ракетой после её пуска и ракета не может сама отслеживать цель, как, например, ракета FGM-148 Javelin. Если цель после пуска ракеты изменит своё направление движения или неожиданно остановится, то ракета будет продолжать лететь в рассчитанную перед пуском точку встречи.
Необходимость введения в конструкцию ракеты дорогой инерциальной системы управления была обусловлена тем, что на ней, аналогично комплексам BGM-71F TOW-2В и FGM-172 SRAW, применяется боевая часть на основе ударного ядра, поражающая танк в крышу и расположенная перпендикулярно продольной оси ракеты, которая в момент срабатывания над танком должна быть направлена вертикально вниз (а не вверх или в сторону) — по этой причине на ракете не было возможно применить стабилизацию боеприпаса вращением, как на большинстве ручных противотанковых гранатомётов, где кумулятивная боевая часть расположена на продольной оси ракеты (направлена не вниз, а вперёд).

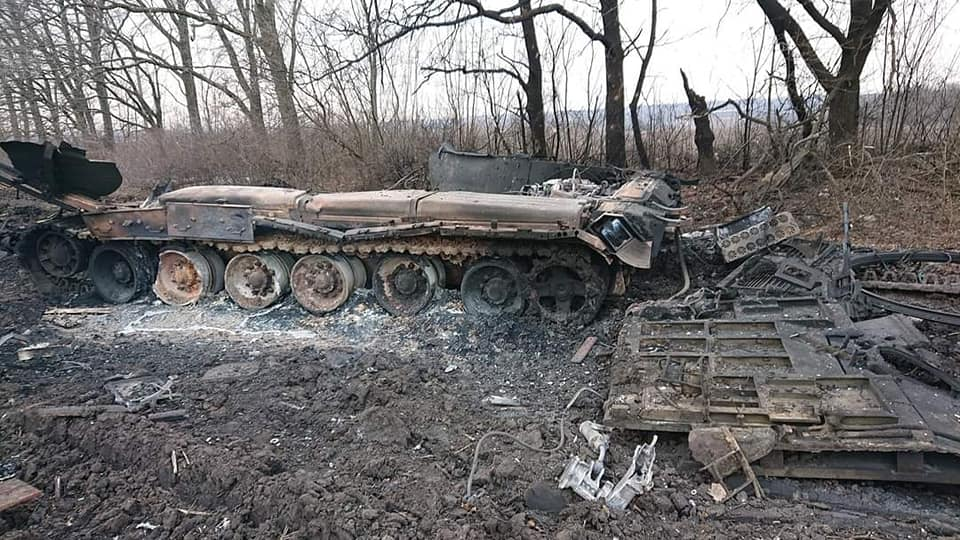
Танк Т-80БВ после попадания NLAW

Прицел: Триджикон TA41 NLAW 2,5×20 с интегрированным дальномером и автоматическим расчётом упреждения и поправок на метеоусловия
Перед пуском стрелок может выбрать один из двух режимов стрельбы: атака сверху цели типа «танк» с превышением (в крышу) или атака цели типа «амбразура» и «лёгкая бронетехника» путём прямого попадания в точку прицеливания. Первый режим используется при борьбе с танками или целями, находящимися за бруствером и иными укрытиями; здесь ракета летит примерно в 1 м над линией визирования и взрывается после срабатывания оптомагнитного неконтактного взрывателя над целью. Оптоэлектронный взрыватель имеет режим пренебрежения ближних целей, блокирующий его срабатывание при пролёте подбитой бронетехники и иных объектов воспринимаемых им как танк, на расстояниях значительно меньших, чем замеренная в процессе прицеливания предполагаемое расстояние до цели с учётом ожидаемого смещения цели за время полёта ракеты.
Конструкция боевой части аналогична конструкции PALR BILL-2. Боевая часть имеет калибр 150 мм, весит 1,8 кг и содержит направленный вниз кумулятивный заряд на основе ударного ядра диаметром 102 мм, который используется для атаки цели в крышу башни. При таком профиле атаки необходимо пробить только относительно тонкую броню крыши основного боевого танка. Бронепробиваемость в таком режиме составляет не менее 50 мм гомогенной брони, что значительно превышает толщину крыши башни основных танков. При атаке в борт, которая используется для борьбы с легкобронированной техникой и полевыми укреплениями, боевая часть срабатывает от ударного взрывателя и поражает цель за счёт фугасного действия и крупных осколков корпуса боевой части, способных проломить тонкую броню лёгких бронемашин. В этом режиме траектория полёта ракеты также предварительно определяется блоком сопровождения цели. Если ракета не попадает в цель, она самоуничтожается через примерно 5,6 секунд после пуска, после того как ракета пролетела расстояние около 1000 м.
В 2015 году компания «Saab» объявила об обновлении программного обеспечения системы управления ракеты, позволяющей поднять дальность применения с 600 до 800 м.
Стоимость: приблизительно 20 000 фунтов стерлингов (27 000 долл.) на 2008 год; около 28 000 фунтов стерлингов ($37 000) на 2022 год с учётом инфляции фунта стерлингов.

## Тактико-технические характеристики
- Масса: 12,4 кг
- Длина: 1016 мм

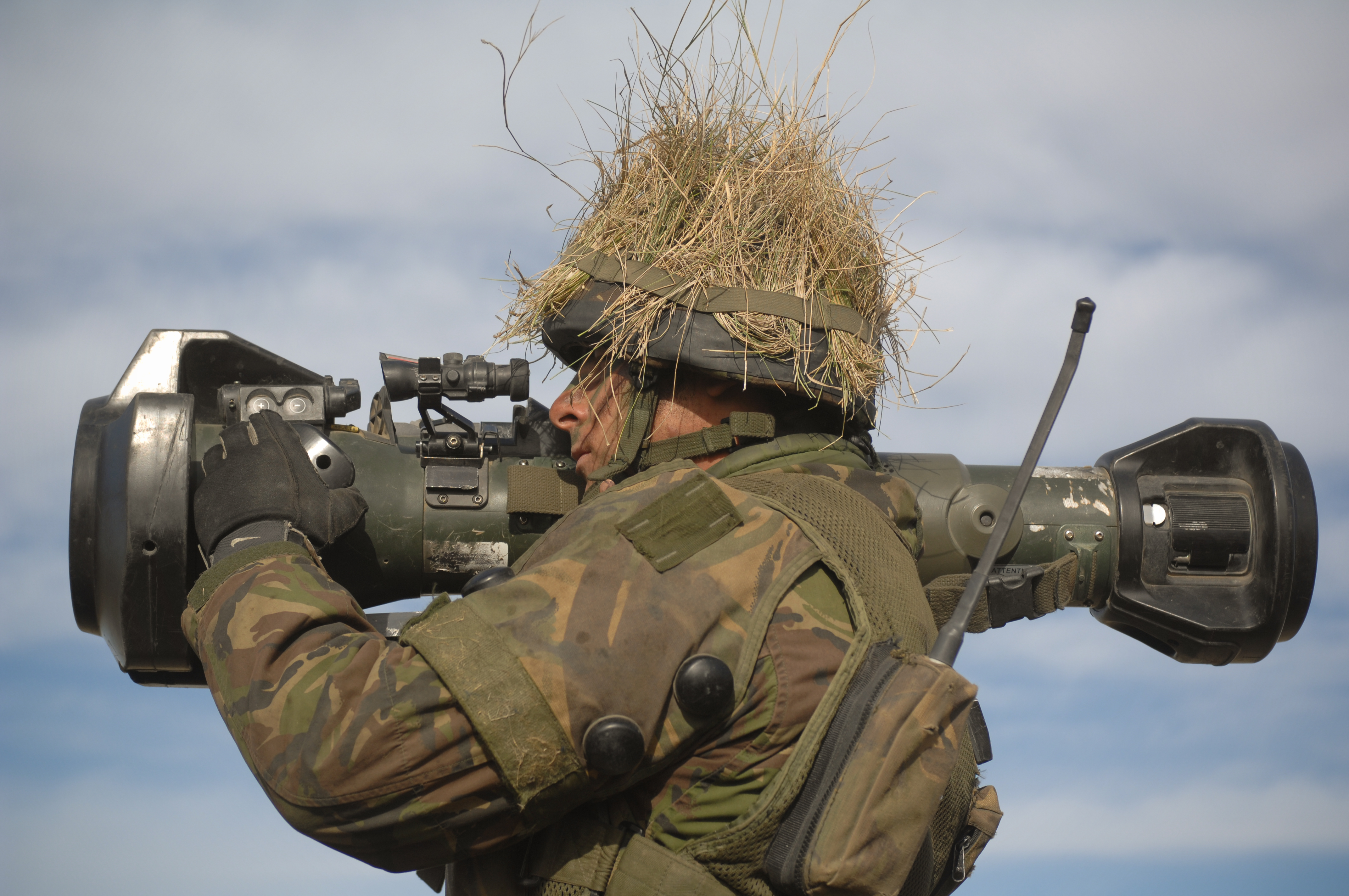
Солдат с учебным NLAW

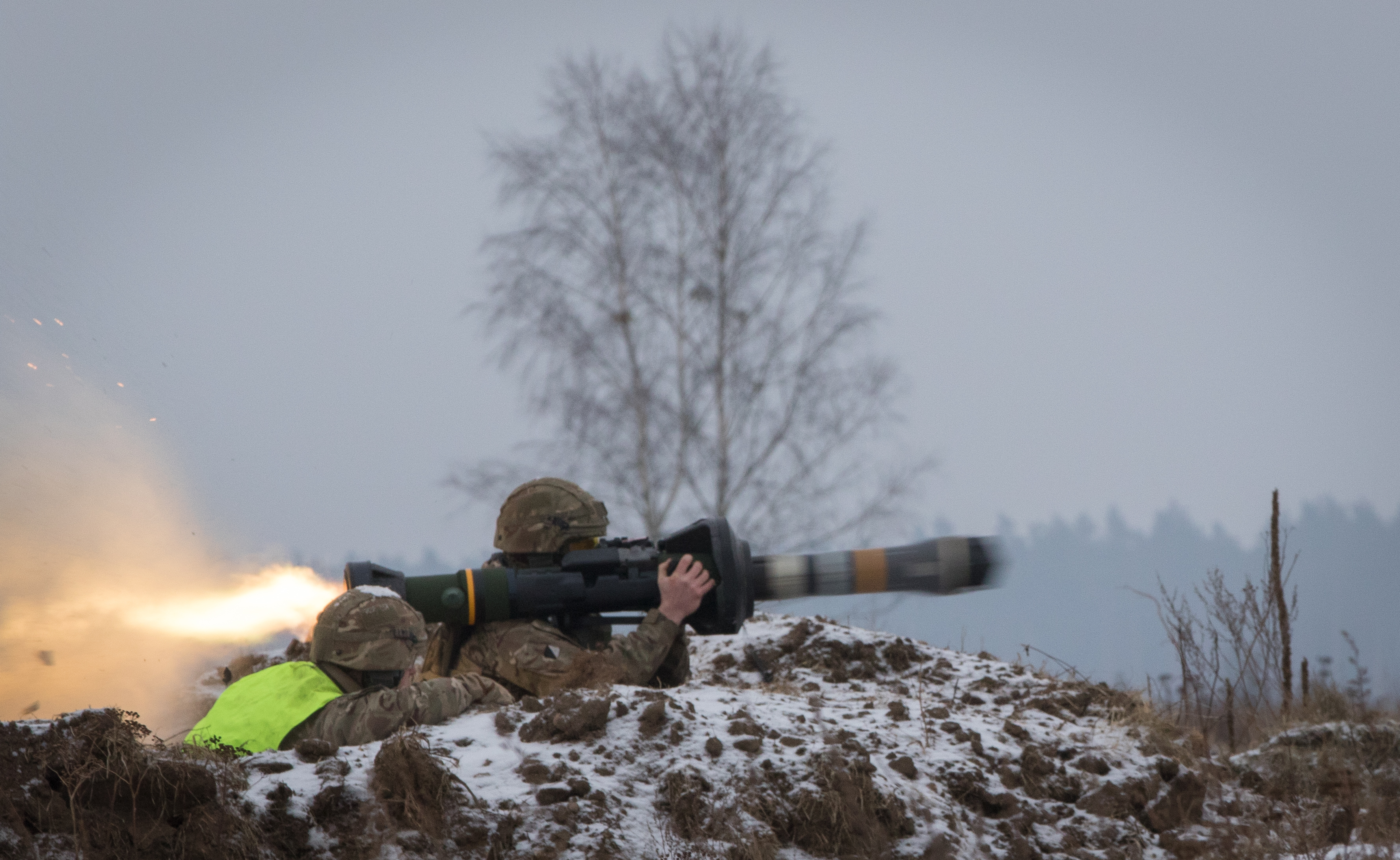
Запуск NLAW

- Калибр боевой части/ракеты: 105/150 мм, масса −1,8 кг
- Бронепробиваемость боевой части: 500 мм RHA[8] (боевая часть на основе ударного ядра, направленная вниз, перпендикулярно продольной оси ракеты), при попадании в борт — способна пробить своими осколками противопульную броню лёгкой бронетехники
- Скорость выхода из пускового контейнера: 40 м/с
- Максимальная скорость на траектории: 200 м/с (Mach 0.7)
- Полётное время на дальность 600 м: 3,4 с
- Дальность взведения взрывателя: 20 м
- Заявленная производителем максимальная эффективная дальность стрельбы: от 600 м (ранние модели), 800 м (модифицированная версия 2015 года с обновлённым программным обеспечением)
- Дальность срабатывания самоликвидатора: через 5,6 секунд после пуска (на расстоянии примерно 1000 м)
- Температурный диапазон применения: −38 … +63 °C

## Страны-эксплуатанты

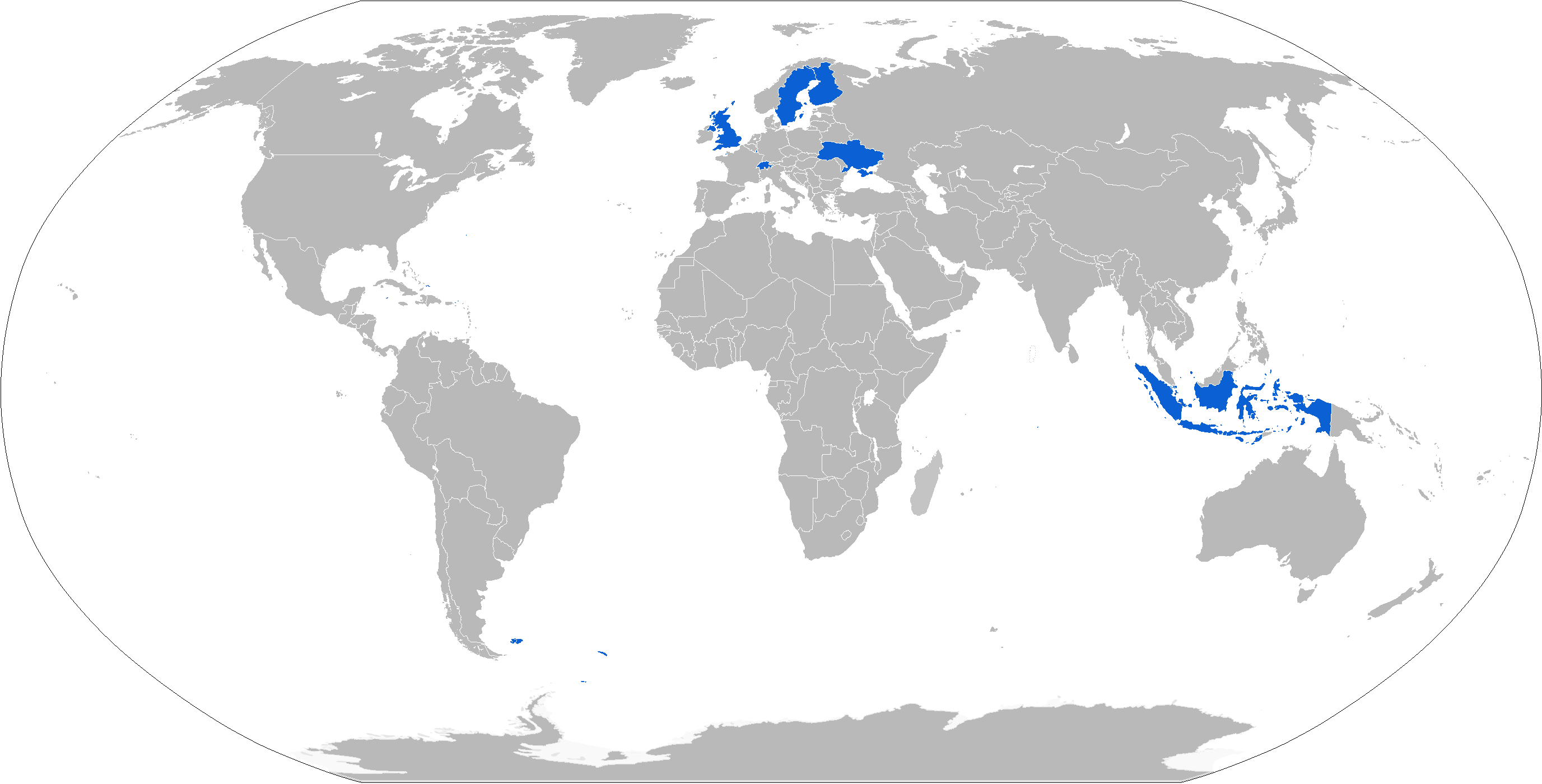
Эксплуатанты

- Великобритания — принят на вооружение в 2009 году. Всего закуплено 21 тысяча штук, из них 14 тыс. поставлены в 2009—2010 и ещё 7 тыс. будут в 2023—2026. В британской армии имеет обозначение Round, Guided Missile, NLAW (Next-generation Light Anti-tank Weapon), High-Explosive Anti-Tank, K170A1 / K170A2 (сокращённо GM NLAW HEAT K170A1/A2).
- Индонезия — 600 получены в 2019 году[9].
- Ливия — неизвестное количество K170A1 переданы Великобританией правительственным войскам в 2024 году.
- Люксембург — 100 штук закуплены 2 партиями в 2012 и 2017 годах. Весной 2022 все остававшиеся ПТРК NLAW переданы Украине[10].
- Малайзия — в 2019—2020 годах поставлено 500 единиц.
- Финляндия — всего по состоянию на 2018 год было получено 3000 единиц. В 2023 закуплено ещё неизвестное количество общей стоимостью 49 млн евро. В армии Финляндии обозначается 102 Raskas Lähipanssarintorjuntaohjus (RSLPSTOHJ) NLAW.
- Франция — NLAW выбран как ПТРК ближнего радиуса действия на замену Eryx. Получил обозначение ACCP (Antichar Courte Portée).
- Украина — принят на вооружение 19 января 2022 года. К 15 мая 2023 поставлено более 5000 штук, передачи осуществляли Великобритания, Люксембург и Швеция. Состоит на вооружении Сухопутных войск и Сил ТРО, в обоих имеет обозначение Переносна протитанкова керована ракета (ПТКР) NLAW[11].
- Швейцария — 4000 штук поставлено начиная с 2018 года. Находится на вооружении только у механизированных подразделений, имеет обозначение Mehrzweckwaffe «Next Generation Light Anti-Tank Weapon» (NLAW).
- Швеция — всего для ВС Швеции заказано 5000 штук, из них 2000 в 2005 и 3000 в 2022. Неизвестное количество передано Украине. В шведской армии обозначается Pansarvärnsrobot 57 (pvrb 57).

## Боевое применение
Вторжение России на Украину
Значительное количество NLAW было весьма успешно использовано Вооружёнными силами Украины в ходе вторжения России на Украину. По мнению экспертов, эти ракеты, наравне с другим оружием поставленным западными странами, сыграли важную или даже решающую роль в том, чтобы замедлить темп наступления российских войск. Большое влияние на успешное использование данных ПТУР оказало то, что они начали поставляться на Украину ещё в январе 2022 года и у ВСУ было время для обучения личного состава оружием, кроме того, NLAW прост в использовании и транспортировке. Были отмечены следующие недостатки этого комплекса: относительно небольшая дальность применения (до 800 метров); он одноразовый, что означает необходимость поставлять их в большом количестве.
По данным украинской стороны, ВСУ с использованием NLAW уничтожили около 30-40 % от всех уничтоженных российских танков

### Комментарии
1. ↑  На начало июня 2022 года на Украину было поставлено более 5 тыс. комплектов[18].